# Monasterio de San Ginés de Rocafort

Restos de la base de la torre cilíndrica del castillo original

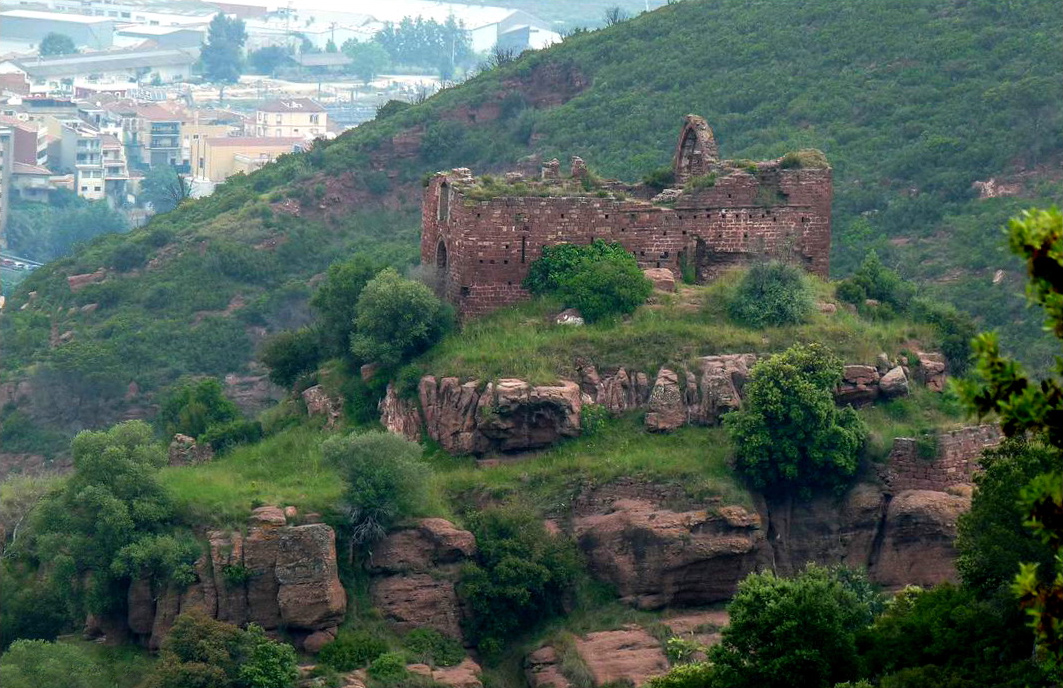
San Ginés de Rocafort visto desde la sierra de l'Ataix, con Martorell al fondo

Acceso original principal

El monasterio de San Ginés de Rocafort está situado en la localidad catalana de Martorell en la comarca del Bajo Llobregat.
Fundado por los barones de Castellví, Guillem II Bonfill y su esposa Sicarda en el año 1042. Quedó unido al monasterio de Sant Miquel de Cruïlles desde el año 1282. Tuvo posesiones en toda la zona del Llobregat, su decadencia empezó en el siglo XIV y sufrió grandes daños el año 1448 causados por un terremoto. Se realizó su secularización en 1534.

## El edificio
Se conservan restos de su iglesia de planta rectangular con una nave de bóveda de cañón apuntada, conservándose un arco toral ojival, en sus muros laterales tiene arcosolios en forma de capillas. En la puerta principal, por la parte exterior está formada por dos arquivoltas y un tímpano con un relieve de una flor de seis pétalos en su centro. A su lado se encuentran los restos del antiguo castillo de Rocafort.

Fachada principal de la iglesia

En los museos de Martorell, se conservan varios elementos esculpidos, y sarcófagos procedentes del monasterio.